# Nadabius pullus
Nadabius pullus är en mångfotingart som först beskrevs av Charles Harvey Bollman 1887.  Nadabius pullus ingår i släktet Nadabius och familjen stenkrypare. Inga underarter finns listade i Catalogue of Life.